# 金格植
金 格植（キム・ギョクシク、김격식、1940年10月5日（1938年3月11日） - 2015年5月10日）は、朝鮮民主主義人民共和国（北朝鮮）の軍人。朝鮮人民軍総参謀長、人民武力部長、朝鮮労働党中央委員会政治局員候補、朝鮮民主主義人民共和国国防委員会委員を歴任。朝鮮人民軍における軍事称号は大将。

## 経歴
出身地は咸鏡南道定平郡
野戦軍出身。1971年より、10年ほどシリア駐在北朝鮮大使館の駐在武官として活動する。1980年代より軍団長を務める。1990年、最高人民会議代議員、朝鮮労働党中央委員等に選出。1992年、朝鮮人民軍上将の軍事称号を授与される。
1994年7月、金日成国家主席の死去の際、国家葬儀委員会の名簿の84番目に掲載された。同年10月、朝鮮人民軍第2軍団長（西部戦線の軍団）に就任し、10年あまり在職した。1997年、朝鮮人民軍大将に昇格。
2007年4月、朝鮮人民軍総参謀長に就任。2008年11月、朝鮮民主主義人民共和国にて、ミャンマー軍政代表団との会談・軍事協力の覚書調印に参加した。
2009年2月、朝鮮人民軍第4軍団長（黄海の南北境界水域NLLの軍団）に就任。統一日報はその人事を左遷と位置付けている。同年3月、最高人民会議第12期代議員選挙では、議員に選出されなかった。
2010年11月、延坪島砲撃事件を軍団長として指揮。
2011年12月、金正日国防委員長の死去の際、国家葬儀委員会の名簿に掲載されず。
2012年10月に人民武力部長への就任が確認され、2013年3月31日の党中央委員会全員会議で党中央委員会政治局員候補への就任と、翌4月1日の第12期最高人民会議第7回会議で国防委員会委員への就任が確認されたが、同年5月には人民武力部長の解任と総参謀長への復帰が確認され、同年8月には総参謀長の解任が確認された。
2014年3月に行われた第13期最高人民会議代議員選挙で代議員に選出されたが、同年4月9日に開かれた第13期最高人民会議第1回会議で国防委員会委員に選出されず同職を退任した。
2015年5月10日、朝鮮労働党機関紙の労働新聞は、金格植が癌による呼吸不全により5月10日未明に亡くなったことを報じた。74歳没。

## 人物
- 大韓民国からは強硬派と見られている[6][20]
- 元・大韓民国大統領の全斗煥によると、1983年のラングーン事件の総責任者は金格植（隊長）である[21]。
- 2007年4月25日、朝鮮人民軍建軍75周年の記念行事が平壌で開催された。その閲兵式で金格植総参謀長が次のように演説をしている[22][23][24]。「もし、米帝国主義者がわれわれの自主権と生存権を少しでも侵害すれば、彼らを一撃で撃滅、掃討し、民族の最大の悲願である祖国統一の歴史的偉業を必ず成し遂げる」
- 元・大韓民国海軍参謀総長の安炳泰（アン・ビョンテ、안병태）によると、2009年11月10日に黄海（西海）で起きた大青海戦に金格植第4軍団長が関与している[25]。
- 元・朝鮮人民軍偵察局長の金大植（キム・デシク、김대식）は、いとこである[4]。
- シリアに10年滞在した経験から、アラビア語に堪能であり、シリアとの関係が深い。核開発や化学兵器開発を含む北朝鮮とシリア間の軍事協力における、中心人物とされる[3]。